# Des chrétiens et des maures
Pour Moros y Cristianos, voir Moros y cristianos (homonymie).
Des chrétiens et des maures est un roman policier de Daniel Pennac paru en 1996, et le cinquième tome de la Saga Malaussène.

## Résumé
« Je veux mon papa » : un matin, au réveil, le Petit a, tranquillement mais fermement, affirmé son exigence.
Malgré les efforts de la « tribu », rien ne semble pouvoir redonner l'appétit au Petit qui, atteint d'une crise de « bartlebisme » aiguë, « préférerait son papa ».
C'est en se confiant à son ami Loussa que Benjamin Malaussène va retrouver dans les livres la piste du géniteur romanesque de son petit frère.
Un crossover avec l'auteur Jerome Charyn.